# Milan Osterc
Milan « Miki » Osterc (né le 4 juillet 1975 à Murska Sobota) est un footballeur international slovène qui évoluait au poste d'attaquant. 
Il a joué notamment à l'Hércules Alicante, à l'Olimpija Ljubljana, à l'Hapoel Tel-Aviv et au Havre, 
Il compte également 44 sélections et 8 buts en équipe de Slovénie entre 1997 et 2002. Il a participé avec la Slovénie à l'Euro 2000 et à la coupe du monde 2002.